# George Pannell
George Pannell was een Britse golfprofessional die in België woonde.
Hij won in augustus 1912 de eerste editie van het Dutch Open. Het werd toen gespeeld op de 9 holesbaan van de The Hague Golf Club, de voorloper van de Koninklijke Haagsche Golf & Country Club. De The Hague Golf Club had toen een 9-holes golfbaan bij renbaan Clingendael. Hij had 158 slagen nodig om 36 holes te spelen.